# محوطه سالارخان (۱)
محوطه سالارخان (۱) مربوط به عصر مس - سده‌های اولیه و میانه دوران‌های تاریخی پس از اسلام است و در شهرستان دره‌شهر، بخش مرکزی، دهستان زرین دشت، ۱/۵ کیلومتری جنوب غرب روستای غلام آباد واقع شده و این اثر در تاریخ ۲۶ اسفند ۱۳۸۶ با شمارهٔ ثبت ۲۲۱۵۲ به‌عنوان یکی از آثار ملی ایران به ثبت رسیده است.